# Faisal Karam
Faisal Mothci Karam é um político brasileiro, filiado ao Republicanos. Foi prefeito de Campo Bom de 2009 a 2016 e Secretário da Educação do Rio Grande do Sul até sair do cargo para assumir como deputado estadual, cargo que permaneceu até 2022.

## Formação
Filho de dois imigrantes jordanianos, Faisal Karam é formado em engenharia civil e administração de empresas pela Universidade do Vale do Rio dos Sinos e reside em Campo Bom desde 1988.
Faisal foi secretário de Obras de Campo Bom por 14 anos, exercendo o cargo em três gestões distintas, e secretário de Planejamento por 2 anos.

## Carreira política

### Prefeito de Campo Bom (2009-2016)
Foi eleito prefeito da Campo Bom em 2008 e foi reeleito em 2012. Não conseguiu eleger sucessor e saiu do PMDB no final de seu governo.
Como prefeito, dobrou a oferta de vagas em Educação Infantil e focou em melhorar a educação.

### Secretário de Obras de Novo Hamburgo (2017-2018)
Após seu mandato, passou a ocupar a secretaria de Obras de Novo Hamburgo na gestão de Fátima Daudt na prefeitura.
No final de 2017, anunciou que havia decidido se filiar no PSDB a fim de concorrer para o cargo de deputado estadual em 2018.

### Secretário de Educação do Rio Grande do Sul (2019-2021)
Enquanto secretário da Educação, entre janeiro de 2019 e março de 2021, trabalhou na reestruturação das coordenadorias regionais, na reforma dos planos de carreira dos professores e em projetos voltados à tecnologia .
Deixou a Secretaria de Educação para assumir como deputado estadual, sendo sucedido por Raquel Teixeira.

### Deputado estadual do Rio Grande do Sul (2021-2022)
Em 2018, Faisal Karam disputou o cargo de deputado estadual e ficou como primeiro suplente do PSDB.
Com a nomeação de Luiz Henrique Viana, deputado estadual tucano, para a Secretaria de Meio Ambiente e Infraestrutura, Faisal assumiu como deputado estadual.
Como deputado estadual, tornou-se membro da comissão de Cidadania e Direitos Humanos junto a comissão de Segurança e Serviços Públicos. Foi relator da CPI Comissão parlamentar de inquérito que investigava a alta dos preços de remédios usados no tratamento da Covid-19. Na área da educação, preside a Frente Parlamentar de Obras nas Escolas e apresentou um projeto para torna ensino híbrido permanente.
Votou a favor da emenda constitucional que liberava a privatização da Corsan, Banrisul e Procergs sem plebiscito. Adicionalmente, Faisal Karam votou pela privatização da Corsan, a implementação do teto de gastos e a entrada do Rio Grande do Sul no Regime de Recuperação Fiscal.
Com o regresso de Luiz Henrique Viana, que se desincompatibilizou da Secretaria do Meio Ambiente para buscar reeleição, o mandato de Faisal Karam como deputado cessou. Filiou-se no Podemos para disputar um novo mandato na Assembleia Legislativa.

## Vida pessoal
É casado com Cleusa Nascimento, que foi candidata à Prefeitura de Campo Bom em 2020. Faisal tem dois filhos, Fabiane e Bruno. É um morador do bairro de Santa Lúcia em Campo Bom.

## Desempenho em eleições
| Ano  | Eleição                       | Coligação                                                                      | Partido | Candidato a       | Votos           | Resultado |
| ---- | ----------------------------- | ------------------------------------------------------------------------------ | ------- | ----------------- | --------------- | --------- |
| 2008 | Municipal de Campo Bom        | Mudança com Segurança (PMDB / PT / PP / PTB / PTC / PSDC / PR / DEM)           | PMDB    | Prefeito          | 23.577 (60,57%) | Eleito    |
| 2012 | Municipal de Campo Bom        | Campo Bom no Rumo Certo (PP / PTB / PMDB / PSC / PPS / PSDC / PSD / PRB / DEM) | PMDB    | Prefeito          | 28.274 (70,72%) | Eleito    |
| 2018 | Estadual no Rio Grande do Sul | Juntos pelo Rio Grande (PSDB / PPS / PHS / REDE)                               | PSDB    | Deputado estadual | 23.693 (0,45%)  | Suplente  |